# Suzanne (2013)
Suzanne is een Franse film van Katell Quillévéré die uitgebracht werd in 2013.

## Verhaal
Nicolas Merevsky is een vrachtwagenchauffeur die er al een hele tijd alleen voor staat sinds het overlijden van zijn vrouw. Hij voedt zijn twee dochters zo goed mogelijk op: Suzanne en haar jongere zus Maria zijn onafscheidelijk. Als tiener raakt Suzanne zwanger en ze beslist de baby, Charlie, te houden, tegen de zin van haar zwaar ontgoochelde vader. Nicolas legt zich uiteindelijk neer bij de feiten en samen met Maria ondersteunt hij de jonge moeder.
Enkele jaren later ontmoet Suzanne Julien, een jonge gangster in wording. Het is liefde op het eerste gezicht. Ondertussen verwaarloost Suzanne haar job en leidt ze een lui en onbekommerd leven thuis, tot grote ergernis van haar vader. Als Julien een klus moet uitvoeren laat ze haar kind, haar zus en haar vader in de steek en vertrekt ze met Julien naar Marseille. Pas twee jaar later zien Nicolas en Maria haar terug, in de rechtbank waar ze haar horen veroordelen tot vijf jaar cel en een fikse geldboete.

## Rolverdeling
| Acteur           | Personage                          |
| ---------------- | ---------------------------------- |
| Sara Forestier   | Suzanne Merevsky                   |
| Adèle Haenel     | Maria Merevsky                     |
| François Damiens | Nicolas Merevsky                   |
| Paul Hamy        | Julien Berteleau                   |
| Anne Le Ny       | Isabelle Danvers, de adoptiemoeder |
| Corinne Masiero  | Eliane, de advocate                |
| Karim Leklou     | Vincent                            |
| Lola Dueñas      | Irene                              |